# Куличенко, Иван Иванович
Ива́н Ива́нович Куличе́нко (укр. Іван Іванович Куліченко; род. 7 июля 1955 года, Днепропетровск, Украинская ССР, СССР) — украинский политик, городской голова Днепропетровска с 1999 года по 21 ноября 2014 года. 
8 декабря 2006 года избран президентом Ассоциации городов Украины (вице-президент с 2002 года). Народный депутат Верховной Рады VIII созыва. 
Кандидат технических наук. Заслуженный строитель Украины.

## Биография
Родился в пос. Березановка (ныне часть Днепра). Отец работал водителем на заводе ГШО, мать занималась воспитанием троих детей.
- 1977 г. — окончил Днепропетровский инженерно-строительный институт (куда поступил в 1972 году[3]);
- 1977—1979 гг. — служба в армии;
- 1979 г. — работает в управлении капитального строительства Днепропетровского облисполкома;
- 1986 г. — заместитель председателя плановой комиссии Днепропетровского горисполкома;
- 1990 г. — работает в горисполкоме заместителем председателя;
- 1994 г. — первый заместитель председателя горисполкома, занимается экономикой, промышленностью, энергообеспечением города;
- 1999 г. — исполняет обязанности городского головы (сменил на посту главы города Н. А. Швеца);
- 2000 г. — побеждает на выборах городского головы;
- 2002 г. — вторично избран городским головой Днепропетровска;
- 2006 г. — в третий раз избран городским головой Днепропетровска, официально поддерживался на выборах БЮТ и СПУ[4] (эксперты отмечали, что, несмотря на свою публичную беспартийность, во время выборов Куличенко опирался на ресурсы местного БЮТ, а также пользовался определенной поддержкой группы «Приват»[5]);
- 2010 г. — вступает в Партию Регионов (2 августа[4]) - перед чем заявлял, что, по его мнению, мэр города должен оставаться беспартийным[5]; избран городским головой Днепропетровска в четвёртый раз;
- 2014 г. — баллотируется в Верховную Раду Украины от Блока Петра Порошенко по одномандатному округу № 28 в Днепропетровске[6], избран народным депутатом, набрав 33 % голосов и 21 ноября сложил полномочия городского головы Днепропетровска.[7]
- 1 ноября 2018 года были введены российские санкции против 322 граждан Украины, включая Ивана Куличенко[8].

Председатель Днепропетровского регионального отделения Ассоциации городов Украины.
Член Союза лидеров местных и региональных властей Украины.
Руководитель украинской делегации в Конгрессе местных и региональных властей Европы.
В 2009 году в альма-матер защитил диссертацию. Действительный член Академии строительства Украины. Имеет ряд научных публикаций.
Женат. Имеет двух дочерей и двух внуков.

## Награды, отличия
- Орден князя Ярослава Мудрого IV ст. (2016)
- Орден князя Ярослава Мудрого V ст. (2012)
- Орден «За заслуги» I ст. (2006)
- Орден «За заслуги» II ст. (2001)
- Орден «За заслуги» III ст. (2000)
- Орден святого благоверного князя Даниила Московского III степени[9]
- Орден Святого Станислава III степени (2001)
- Лауреат Всеукраинской программы «Лидеры регионов» (2002)
- Заслуженный строитель Украины — за «значительный личный вклад в социально-экономическое развитие города Днепропетровска, многолетнюю плодотворную работу в органах местного самоуправления и высокий профессионализм»
- Почётный гражданин Днепропетровска (2014)[10].

Согласно рейтингу журнала «Фокус» 2007 года, среди самых влиятельных днепропетровцев занял 6 место. Согласно исследованию 2008 года того, как мэры крупнейших украинских городов выполняют свои предвыборные обещания - проведённому Комитетом избирателей Украины совместно с газетой «Комментарии»: Куличенко оказался лидером по выполнению обещаний.